# Gestreepte witbol
De gestreepte witbol (Holcus lanatus), ook wel wollig zorggras genoemd, is een wilde, vaste plant uit de grassenfamilie (Poaceae), die een dichte zode kan vormen.
De plant wordt 30-90 cm hoog en zowel het blad als de stengel zijn zacht behaard. De stengels kunnen rechtopgaand of geknikt opstijgend zijn. De plant vormt geen wortelstokken dit in tegenstelling tot gladde witbol (Holcus mollis). Gestreepte witbol bloeit van mei tot september in dichte pluimen.
Het blad is grijsgroen en is voorzien van zachte haartjes. Langs de bladrand zitten lange haren. Elk blad heeft een lengte van maximaal 20 cm en is fijngepunt. Het tongetje (ligula) is tot 4 mm lang en heeft een vlakke top.
De aartjes zijn tot zes mm lang en bestaan uit twee bloemen. De tweede bloem is mannelijk en heeft aan het lemma (kafje) een haakvormig, naar achteren gekromde kafnaald. Het kafnaaldje steekt niet buiten de kelkkafjes uit. De kleur is wit, groen, roze of purper. De samengestelde pluim is aanvankelijk lancetvormig, maar wordt later meer piramidaal. De vrucht is een graanvrucht.

## Ecologie
Gestreepte witbol komt vooral voor op matig droge tot natte, eutrofe tot mesotrofe standplaatsen in de volle zon tot in de halfschaduw. Het is een uitgesproken soort van graslanden, vooral hooi- en weilanden. Ze komt ook voor in bermen, zomen, vochtige duinvalleien, eutrofe bossen, onbebouwde terrein en dijken.

### Syntaxonomie
In de syntaxonomie staat gestreepte witbol te boek als kensoort voor de klasse van matig voedselrijke graslanden (Molinio-Arrhenatheretea), een klasse van plantengemeenschappen van matig droge tot natte, matig voedselrijke tot voedselrijke graslanden.

## Exoot in Noord-Amerika
In Noord-Amerika is de gestreepte witbol een invasieve soort die zich vestigt in inheemse graslanden en andere ecosystemen. Ze wordt beschouwd als een van de belangrijkste te verdelgen soorten in Yosemite National Park.

## Afbeeldingen

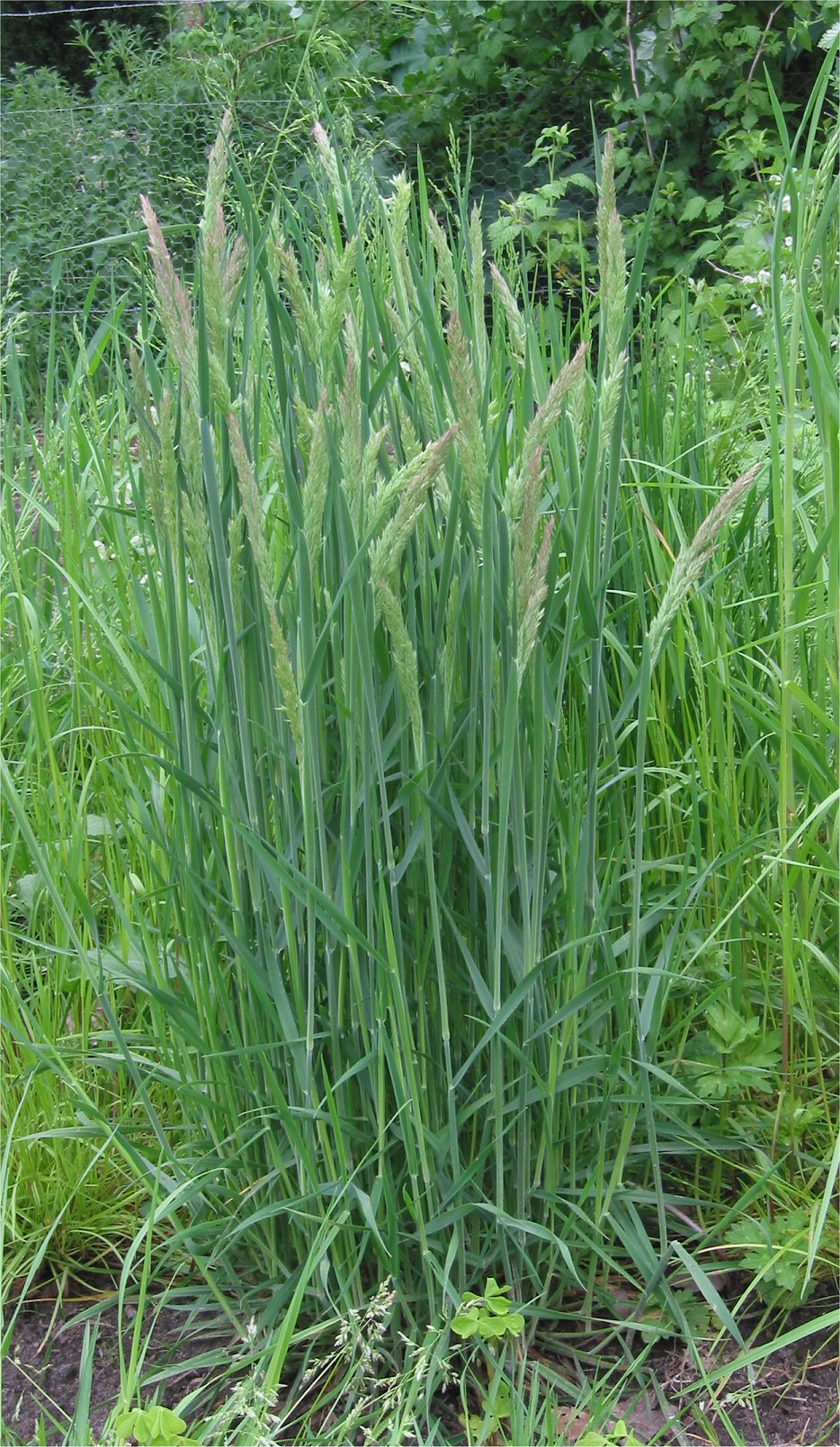
Plant
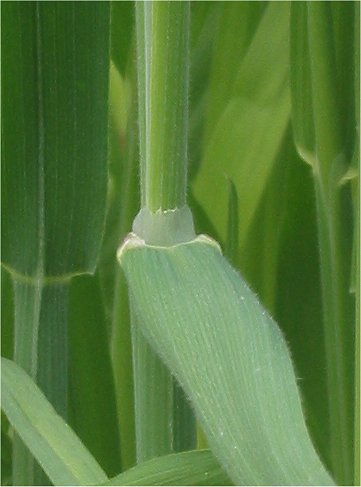
tongetje
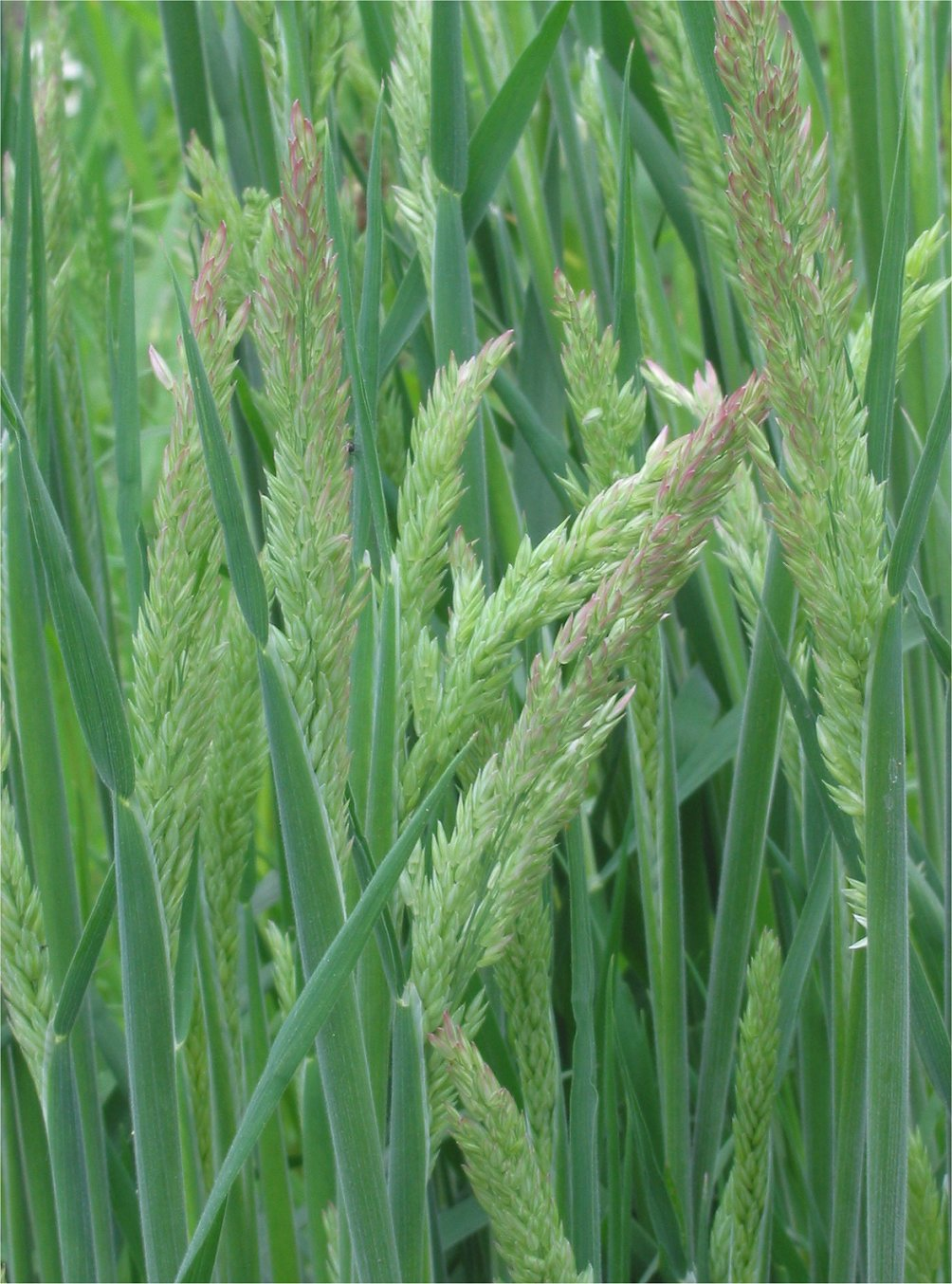
Bloeiwijzen
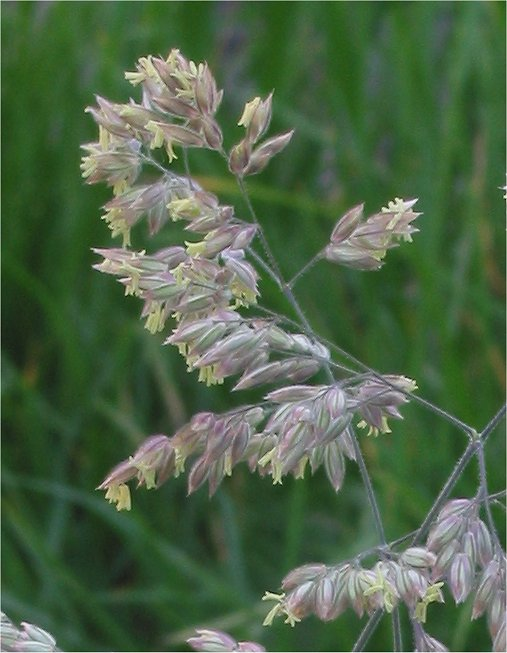
bloeiende gestreepte witbol